# Comuna Bilovij, Rokîtne
Bilovij (în ucraineană Біловіж) este o comună în raionul Rokîtne, regiunea Rivne, Ucraina, formată din satele Bilovij (reședința), Kupel și Mușni.

## Demografie
Componența lingvistică a comunei Bilovij
     Ucraineană (99,66%)
     Alte limbi (0,34%)
Conform recensământului din 2001, majoritatea populației comunei Bilovij era vorbitoare de ucraineană (99,66%), existând în minoritate și vorbitori de alte limbi.